# Dvořiště (Bystřice nad Pernštejnem)

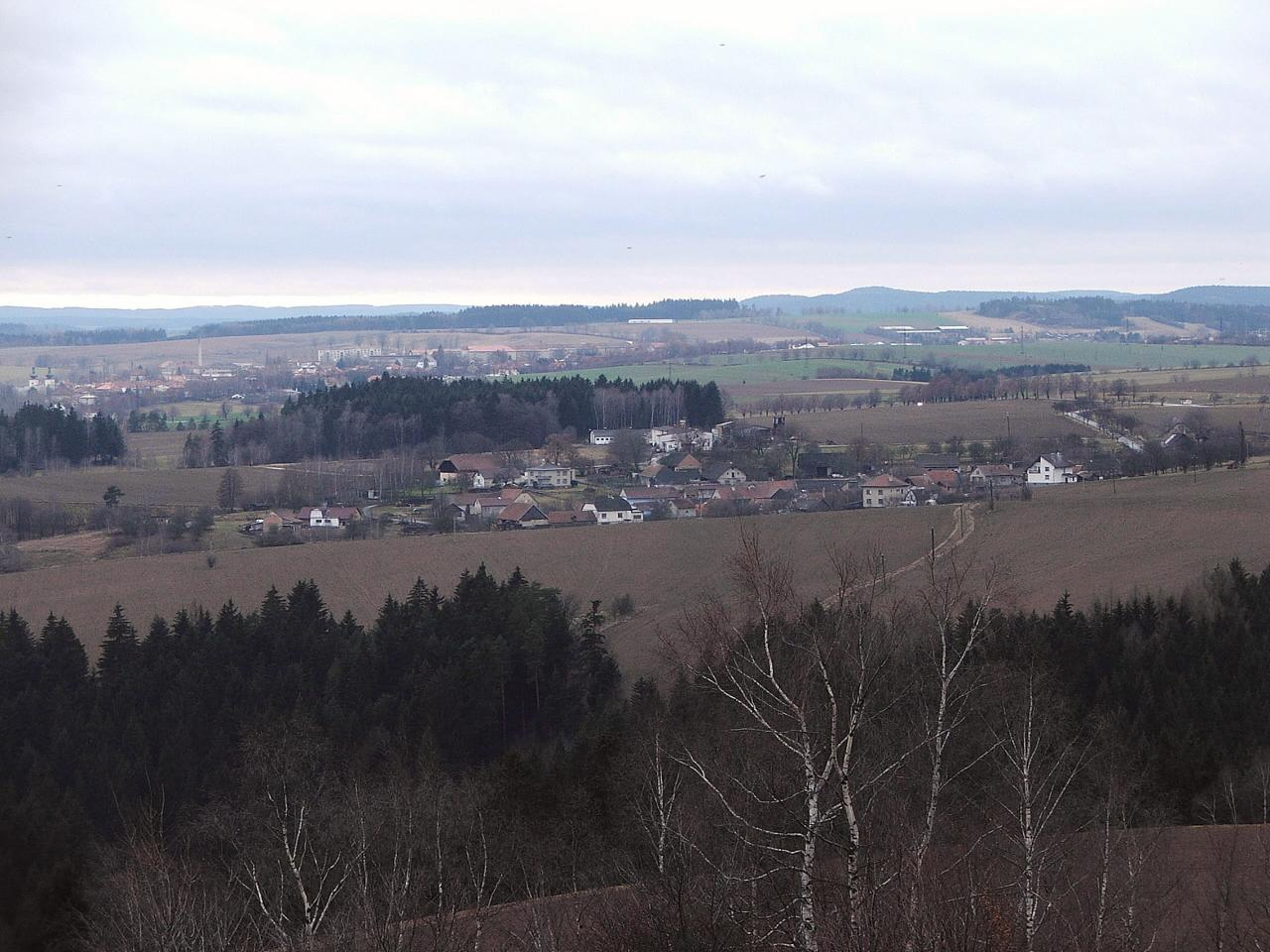
Ortsansicht

Dvořiště (deutsch Dworschischt, auch Dworzischt) ist ein Ortsteil der Stadt Bystřice nad Pernštejnem in Tschechien. Er liegt drei Kilometer nordöstlich von Bystřice nad Pernštejnem und gehört zum Okres Žďár nad Sázavou.

## Geographie
Dvořiště befindet sich linksseitig über dem Tal der Bystřice in der Quellmulde eines kleinen Zuflusses am Fuße des Hügels Na Kopci (561 m) in der Böhmisch-Mährischen Höhe. Nordöstlich liegt die Burgruine Aueršperk, im Osten die Ruine Zubštejn.
Nachbarorte sind Karasín, Jitřenka und Hrdá Ves im Norden, Vír im Nordosten, Pivonice im Osten, Švařec, Borovec und Lesoňovice im Südwesten, Věchnov und Bratrušín im Süden, Bystřice nad Pernštejnem im Südwesten, Domanín im Westen sowie Ždánice im Nordwesten.

## Geschichte
Die erste Erwähnung des auf den Fluren eines erloschenen Hofes der Burg Auersperg angelegten Dorfes erfolgte im Jahre 1476. Bis 1579 gehörte Dvořiště zur Herrschaft Bystřice, danach überließ Vratislav von Pernstein das Dorf dem Spital in Bystřice.
Nach der Aufhebung der Patrimonialherrschaften bildete Dvořiště ab 1850 einen Ortsteil der Stadt Bystřice im Bezirk Neustadtl. 1949 kam der Ort, der nie selbstständig war, zum Okres Bystřice nad Pernštejnem. Seit Beginn des Jahres 1961 gehört er zum Okres Žďár nad Sázavou. 1991 hatte der Ort 100 Einwohner. Im Jahre 2001 bestand das Dorf aus 30 Häusern, in denen 93 Menschen lebten.

## Sehenswürdigkeiten
- Burgruine Aueršperk (Auersperg), nordöstlich des Ortes
- Burgruine Zubštejn (Zubstein), auch Zubrštejn (Zuberstein), östlich des Ortes
- wuchtiges steinernes Kreuz mit Darstellung Christi und der Jungfrau Maria, errichtet 1847

## Söhne und Töchter der Gemeinde
- Jan Kos (1908–1994), Historiker und Buchautor